# Pantsergordelstaarthagedis
De pantsergordelstaarthagedis (Ouroborus cataphractus) is een hagedis uit de familie gordelstaarthagedissen (Cordylidae).

## Verspreiding en habitat
Deze soort komt voor in delen van zuidelijk Afrika en is endemisch in Zuid-Afrika. De hagedis komt voor in het zuidwesten van het land in de provincies Noord-Kaap en West-Kaap. Het areaal strekt zich uit van de Oranjerivier in het noorden tot Piketberg in het zuiden. Landinwaarts komt de hagedis voor tot in de stad Matjiesfontein.
De pantsergordelstaarthagedis komt voor in een vegetatiezone die Karoo wordt genoemd. Deze vegetatiezone beslaat grootste gedeelte van de Zuid-Afrikaanse provincie Noord-Kaap. Het is een halfwoestijn waar het weinig regent en waar zeer weinig bomen groeien. Alleen struikachtige planten komen veel voor. De habitat bestaat uit gebieden met rotsen op een zanderige of stenige ondergrond met spleten om in te schuilen en slapen. Overdag wordt op de rotsen gezond.

## Naamgeving
De hagedis wordt ook wel pantsergordelstaart genoemd. De soort werd voor het eerst wetenschappelijk beschreven door Friedrich Boie in 1828. Oorspronkelijk werd de naam Cordylus cataphractus gebruikt en later werd de hagedis tot het niet langer erkende geslacht Zonurus gerekend. Onder de verouderde naam Cordylus cataphractus is de pantsergordelstaarthagedis het meest bekend in de literatuur. De huidige geslachtsnaam Ouroborus werd in 2011 benoemd. Deze naam verwijst naar de mythische slang Ouroboros, die zichzelf in de staart bijt. Deze naam slaat op de verdediging van de hagedis, die zijn staart in de bek neemt.
De Nederlandstalige naam pantsergordelstaarthagedis verwijst naar het zwaar bepantserde lichaam. In andere talen wordt vaak verwezen naar de gelijkenis met de gordeldieren of armadillo's, die zich op dezelfde manier verdedigen. Voorbeelden zijn de Spaanse naam ' lagarto armadillo' en het Engelse 'armadillo girdled lizard'

## Uiterlijke kenmerken

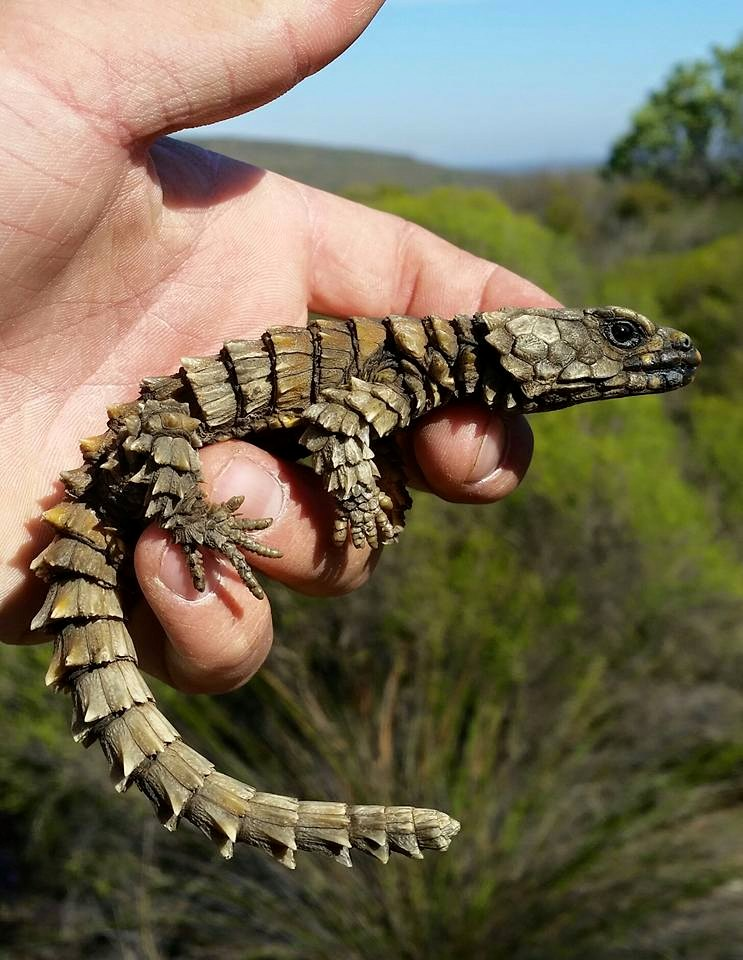
Een gehanteerd exemplaar in het wild.

Deze zwaar gepantserde hagedis heeft stevige stekels op nek en staart en op de rug. De punten van de stekels hebben een lichtere kleur. De schubben op het lichaam zijn bijna vierkant van vorm. De kop is zeer robuust maar het lichaam en de knotsvormige staart zijn duidelijk afgeplat.
De totale lichaamslengte bedraagt tot 21 centimeter. De pantsergordelstaarthagedis kan een kopromplengte bereiken van 7,5 tot 9 centimeter, maximaal 10,5 cm. De staart is ongeveer even lang of korter dan het lichaam. De kleur van de bovenzijde van het lichaam en de staart is geelbruin tot bruin, op de flanken is soms een oranje of groenige kleur aanwezig. Lichtere vlekken aan de bovenzijde zoals bij de verwante echte gordelstaarthagedissen wel voorkomen ontbreken. De keel en buikzijde zijn lichter tot geel en hebben kleinere donkere vlekken.
De kop is afgeplat, breed en driehoekig van vorm. De neusgaten zijn opvallend buisvormig. Rond de neusgaten zijn donkere vlekken aanwezig, ook de bovenlip is donker van kleur. De staart draagt ringvormige rijen stekels die gebruikt worden bij de verdediging. De staart kan in uitzonderlijke gevallen worden afgeworpen en zal weer aangroeien, maar blijft dan kleiner.

## Voortplanting en ontwikkeling

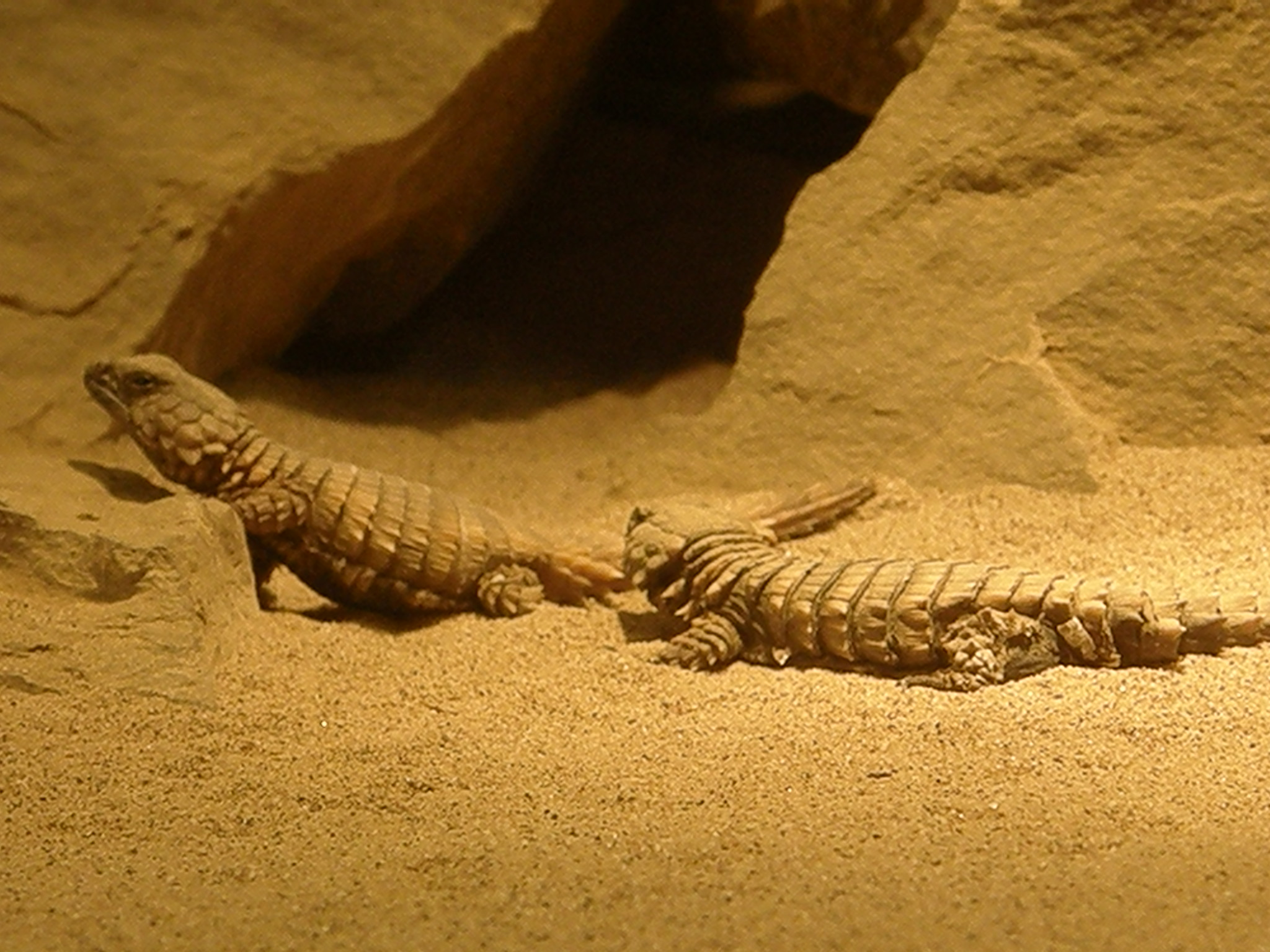
Twee exemplaren in de Duitse dierentuin Zoo Wuppertal.

In de lente zoeken de mannetjes actief de vrouwtjes op om te paren. De draagtijd is ongeveer zes tot acht maanden. De pantsergordelstaarthagedis is eierlevendbarend. De één tot drie jongen ontwikkelen zich in het lichaam van het wijfje. Meestal wordt een enkel jong geboren. De volledig ontwikkelde hagedisjes bevrijden zich direct na de geboorte uit hun dunne eimembraan. Ze zijn direct zelfstandig en lijken al sprekend op de ouderdieren, de jongen hebben en totale lichaamslengte van ongeveer 6 centimeter.
De jongen blijven bij de oudere dieren leven, ze vormen groepen die bestaan uit zowel volwassen exemplaren, subadulten en heel jonge dieren. Bij de meeste hagedissen blijven de jongen uit de buurt van hun ouders om te voorkomen dat ze worden opgegeten. Bij pantsergordelstaarthagedisen is verschillende malen beschreven dat de jonge dieren zelfs gevoerd worden door de volwassen exemplaren. Dit is bij de reptielen zeer uitzonderlijk. Sommige groepen bestaan uit tot 60 exemplaren maar meestal zijn ze kleiner en bestaan uit ongeveer 6 individuen. De groepen bestaan zelden uit leden die tot dezelfde familie behoren en veranderen regelmatig van samenstelling. De mannetjes binnen een dergelijke groep verdragen elkaar veel beter dan mannetjes van buiten de groep. De vrouwtjes verplaatsen zich gedurende de paartijd van groep naar groep om met meerdere mannetjes te kunnen paren.
De hagedis kan in gevangenschap een leeftijd bereiken van 20 tot 25 jaar. Dit is zeer oud voor een hagedis van een dergelijke grootte. De leeftijd in het wild is niet precies gekend maar ligt vermoedelijk aanzienlijk lager.

## Voedsel
Het voedsel van dit terrestrische, dagactieve dier bestaat hoofdzakelijk uit ongewervelden zoals duizendpoten, schorpioenen en insecten. Van deze laatste groep worden vooral sprinkhanen en kevers buitgemaakt. Ook worden grote hoeveelheden termieten gegeten als deze zich eens per jaar massaal laten zien om te zwermen. Het betreft vooral de termietensoorten Microhodotermes viator en Hodotermes mossambicus, die dan in gigantische hoeveelheden voorhanden zijn.
Het menu bestaat voor een klein deel uit plantaardig materiaal. Verschillende plantendelen worden gegeten, zowel bladeren als fruit.

## Vijanden en verdediging

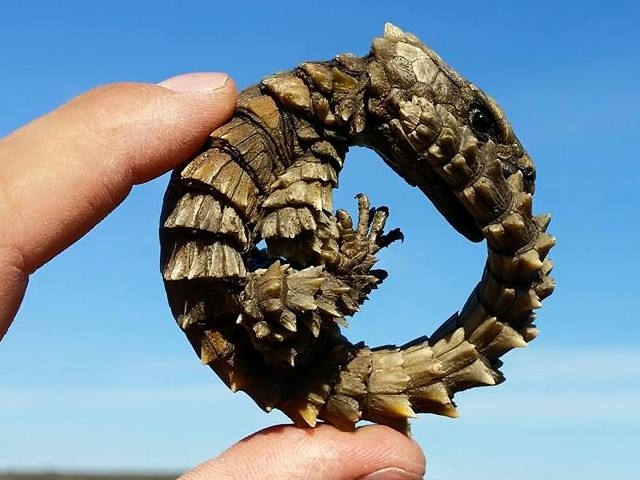
De hagedis heeft een unieke verdediging.

Vijanden van de hagedis zijn vooral roofvogels. Omdat de hagedis in grote groepen leeft wordt een roofvogel echter al snel opgemerkt. Als één hagedis zijn schuilplaats in vlucht, volgt de rest al snel.
De pantsergordelstaarthagedis blijft meestal bij een rotsspleet in de buurt zodat het dier snel weg kan vluchten tussen de rotsen. De hagedis klemt zich vast in een spleet en zuigt zich vol met lucht zodat hij muurvast komt te zitten.
In het open veld echter is de hagedis te traag om snel weg te rennen bij gevaar zoals van veel andere hagedissen bekend is. Bij bedreiging neemt het dier een karakteristieke verdedigingshouding aan: hij rolt zich op tot een stekelige bol, met zijn staart stevig tussen zijn kaken geklemd, zodat zijn kwetsbare buik beschermd is tegen aanvallen van een roofdier. Ook de rug- en kopstekels worden zo aan de vijand gepresenteerd. Van alle hagedissen is deze strategie alleen bekend van de pantsergordelstaarthagedis.
Als de hagedis bij de staart wordt gegrepen kan deze worden afgeworpen, dit wordt wel caudale autotomie genoemd. De staart groeit later weer aan maar dit gaat erg langzaam en de nieuwe staart is duidelijk kleiner dan het originele exemplaar. Waar veel hagedissen hun staart direct afwerpen bij aanraking, gebruikt de pantsergordelstaarthagedis dit vermogen alleen als laatste redmiddel. Als het zijn staart kwijt is, kan het dier zijn verdedigingshouding niet meer aannemen.
Bij een directe confrontatie zal de hagedis proberen te bijten. De kaken van de hagedis zijn zeer krachtig en zijn in staat om vingers en kleine ledematen van roofdieren af te bijten. Tijdens een beet zal het dier met het lichaam proberen te rollen zodat de stekels van de huid nog meer schade aanrichten.

## Bedreiging en bescherming
Lange tijd werd de pantsergordelstaarthagedis voornamelijk bedreigd door het verzamelen van de dieren voor de handel in exotische dieren. Door zijn woeste uiterlijk vol stekels en het opmerkelijke verdedigingsgedrag is de hagedis populair als terrariumdier. De pantsergordelstaarthagedis is vrij langzaam en leeft in groepen van meerdere exemplaren. De hagedis kon hierdoor gemakkelijk in grote aantallen worden gevangen.
De hagedis werd door de internationale natuurbeschermingsorganisatie IUCN in 1994 en later in 1996 beschouwd als kwetsbaar (Vulnarable of VU). Tegenwoordig wordt de soort beschouwd als niet bedreigd (Least Concern of LC).